# Збройні сили Придністровської Молдавської Республіки
Збройні сили Придністровської Молдавської Республіки — збройне формування невизнаної Придністровської Молдавської Республіки (ПМР). Створені 6 вересня 1991 року. Складаються з 4000 
солдат та поділяються на чотири мотострілецьких бригади в Тирасполі, Бендерах, Рибниці і Дубоссарах (5-7.5 тис. можуть бути мобілізовані).

## Історія
6 вересня 1991 «Верховна Рада ПМР» прийняла постанову «Про заходи щодо захисту суверенітету і незалежності Придністровської Молдавської РСР», в якій було визначено створити війська, що необхідні для захисту безпеки, прав і свобод громадян республіки. Першими військами була сформована Республіканська гвардія (за законом «Про Республіканську гвардію» від 10 вересня 1991 року). До кінця 1991 року завершено формування так званих збройних сил ПМР. Першим головою Комітету оборони і безпеки був назначений полковник С. Г. Борисенко. Унаслідок Придністровського конфлікту 17 березня створене Народне ополчення.
Після воєнного конфлікту з Молдовою до кінця 1992 року були сформовані основні структури міністерства оборони, нова організаційно-штатна структура, з'єднання, частини і підрозділи, розроблений план бойових і мобілізаційної готовності. 14 березня 1993 року Збройні сили ПМР прийняли військову присягу.

## Склад

### Стрілецька зброя
- АК-74
- АКМ
- ПКМ
- АПС
- Пістолет Макарова
- Снайперська гвинтівка Драгунова
- РПГ-7
- АГС-17
- Підствольний гранатомет ГП-25

### Сухопутні війська
| Назва                              | Тип                       | Кількість | Виробництво | Фото |
| ---------------------------------- | ------------------------- | --------- | ----------- | ---- |
| Т-72[джерело не вказане 2468 днів] | Основний бойовий танк     | ~ 20      | СРСР        |      |
| Т-64BV                             | Основний бойовий танк     | ~ 18      | СРСР        |      |
| Т-55[джерело?]                     | Основний бойовий танк     | ~ 35      | СРСР        |      |
| БМП-1                              | Бойова машина піхоти      | 30        | СРСР        |      |
| БТР-70                             | Бронетранспортер          | 75        | СРСР        |      |
| БТР-60                             | Бронетранспортер          | 40        | СРСР        |      |
| БРДМ-2                             | Бронетранспортер          |           | СРСР        |      |
| МТ-ЛБ                              | Бронетранспортер          |           | СРСР        |      |
| БМ-21 «Град»                       | 122 мм реактивні міномети | 40        | СРСР        |      |

- 122 артилерійських систем (близько 40 установок РСЗВ БМ-21 «Град»)
- 30 гаубиць і гармат Д-44, МТ-12, (в тому числі зенітних) С-60, ЗУ-23-2, ЗПУ-4, КС-19

### Повітряні війська
| Назва | Тип                          | Кількість | Виробництво | Фото    |
| ----- | ---------------------------- | --------- | ----------- | ------- |
| Ан-2  | легкий багатоцільовий літак  | 3         | СРСР        | Ан-2    |
| Ан-26 | військово-транспортний літак | 1         | СРСР        | Ан-26   |
| Мі-2  | багатоцільовий гелікоптер    | 4         | СРСР        | Mi-2MSB |
| Мі-8  | Багатоцільовий гелікоптер    | 4         | СРСР        | Мі-8    |
| Як-18 | навчально-тренувальний літак | 2         | СРСР        | Як-18   |
| Мі-24 | ударний гелікоптер           | 6         | СРСР        |         |